# Tetsuo II: Body Hammer
Tetsuo II: Body Hammer è un film del 1992 diretto da Shin'ya Tsukamoto.
Si tratta del secondo capitolo di una trilogia di cui fanno parte Tetsuo (1989) e Tetsuo: The Bullet Man (2009); tutti e tre i film sono scritti, prodotti, montati, diretti ed interpretati da Tsukamoto. Questo film, più che un seguito, è un rielaborazione, con un budget molto più alto, del primo capitolo, senza però essere riuscito a raggiungerne la fama.

## Trama
Taniguchi Tomoo, sposato con Kana e padre di un bambino, è stato adottato quando aveva 8 anni e non ha mantenuto alcun ricordo di quanto accadutogli prima di quell'età. La sua vita cambia nell'arco di due giorni, in cui una banda di criminali sconvolge la sua esistenza, dapprima iniettandogli un misterioso siero, subito dopo rapendogli il figlio. Il bambino viene ucciso sotto i suoi occhi e Taniguchi, assalito da una collera che non aveva mai provato fino a quel momento, subisce una metamorfosi fisica che tramuta parte del suo corpo in un'arma da fuoco micidiale.
Ha inizio così la sua vendetta, che lo porta a scontrarsi con i criminali e con il loro capo Yatsu. Taniguchi diviene preda della metamorfosi che progressivamente si impossessa della sua personalità, trasformandolo definitivamente in una macchina da guerra ed eliminando il suo lato umano. Il confronto finale con Yatsu lo vede vincitore, ma l'avversario, invece di soccombere, subisce un'ulteriore trasformazione che gli permette di fondersi con Taniguchi e di entrare nella sua mente.
Il protagonista scopre così che Yatsu è suo fratello e le loro metamorfosi sono frutto di esperimenti che il padre aveva attuato su di loro quando erano bambini; la perdita della memoria è cominciata subito dopo aver assassinato il padre. Taniguchi e Yatsu si uniscono diventando un'unica micidiale arma, pronta a seminare morte e distruzione.

## Accoglienza

### Critica
- Tsukamoto si ripete, rinunciando alla componente erotica, ma il viaggio al di là dei recinti del visibile tollerato sa già di già visto. Il Dizionario Morandini, che gli assegna due stelle su cinque di giudizio.[1]
- Ottime riprese e inquadrature per questa seconda opera di Tsukamoto. Però l'originalità e l'eversione del primo Tetsuo è andata persa. Commento del dizionario Farinotti che assegna al film due stelle su cinque di giudizio[2]
- Tsukamoto affina la sua forza espressiva dirompente, ma riduce al minimo l'aspetto erotico. L'elemento di novità del primo Tetsuo qui manca. Commento del Dizionario dei Film Horror che assegna al film tre stelle di giudizio.[3]

## Riconoscimenti
- 1992 - Festival internazionale del cinema fantastico di Bruxelles
  - Corvo d'Argento a Shin'ya Tsukamoto